# カミカゼ (カクテル)
カミカゼ (Kami - Kaze) は、ウォッカベースのカクテルのひとつ。

## 由来
発祥地はアメリカであると言われ、その味の切れの鋭さから太平洋戦争における大日本帝国海軍の神風特攻隊を彷彿とさせたからであると言われている。また、米軍占領時代に日本の横須賀基地で作られたものが初めてとする説もある。

## 標準的なレシピ
- ウォッカ … 45cc
- コアントロー（またはホワイトキュラソー） … 15cc
- フレッシュライムジュース … 1tsp

## 作り方
1. ウォッカ、コアントロー、ライムジュースをシェイク
2. 氷を入れたオールド・ファッションド・グラスに注いでステア
3. ライムのスライスを飾って供する

レシピにはバリエーションがあり、サイドカーのバリエーションとして考えると、
- ウォッカ … 1/2
- ホワイト・キュラソー … 1/4
- ライムジュース … 1/4

となり、ダイキリのバリエーションと考えると、
- ウォッカ … 3/4
- ライムジュース … 1/4
- ホワイトキュラソー … 1tsp

という甘味の少ないレシピになる。好みにより、レシピが変化するもっともメジャーなカクテルのひとつである。ちなみに、スピリタスを使った場合のカミカゼ（スピカゼとも呼ばれる）もある。
なおマルガリータはカミカゼ同様サイドカーのバリエーションと考えることと、ダイキリのバリエーションと考えることがあるため、マルガリータはカミカゼのバリエーションであるといえる。ちなみにサイドカーのバリエーションとして考えた場合、バラライカのレシピのレモンジュースをライムジュースに替えたものであるともいえる。